# Stictoptera cinereipicta
Stictoptera cinereipicta là một loài bướm đêm trong họ Noctuidae.